# Apanteles longistylus
Apanteles longistylus är en stekelart som beskrevs av De Saeger 1944. Apanteles longistylus ingår i släktet Apanteles och familjen bracksteklar. Inga underarter finns listade i Catalogue of Life.